# Mélissa Alves
Pour les articles homonymes, voir Alves (homonymie).
Mélissa Alves, née le 29 décembre 1993 à Kourou, est une joueuse professionnelle de squash représentant la France. Elle atteint en décembre 2024 la 18e place mondiale sur le circuit international, son meilleur classement. Elle est championne d'Europe par équipes en 2019.

## Biographie
Elle commence le  squash à l'âge de cinq ans au Tennis Squash club de Kourou. Elle cumule les titres de championne de France en jeunes et à l'âge de 16 ans, elle rejoint l'INSEP d'abord hébergée chez la mère de Coline Aumard. Elle est triple championne de France junior de 2011 à 2013 et en 2013, elle atteint les quarts de finale du championnat du monde junior. Elle part ensuite quatre ans à l'université de Pennsylvanie,. Elle est médaillée de bronze avec l'équipe de France aux championnats du monde par équipes et obtient la médaille d'argent des championnats d'Europe par équipes.
Elle est finaliste des Championnats de France en février 2019 face à Camille Serme et la semaine suivante, elle participe pour la première fois aux championnats du monde et passe les deux premiers tours face à Samantha Cornett et Salma Hany, toutes les deux têtes de série avant de s'incliner face à Nour El Tayeb, tête de série no 3.
En avril 2019, elle intègre pour la première fois le top 50. Elle fait partie de l'équipe de France féminine de squash qui en 2019 signe un exploit historique en battant l'équipe d'Angleterre en finale des championnats d'Europe par équipes, deuxième défaite des Anglaises en 42 années de compétition. Elle apporte le point décisif en remportant le dernier match face à Victoria Lust, 13e joueuse mondiale.
En octobre 2021 à l'occasion de l'US Open, elle se hisse pour la première fois en quart de finale d'un tournoi PSA Platinum ne s'inclinant que face à la championne du monde Nour El Sherbini. Elle intègre pour la première fois le top 20 en décembre 2021.

## Palmarès

### Titres
- Richardson Wealth Womens PSA Open 2025
- Cape Town Squash Open 2024
- The Hamilton Open 2024
- Monte-Carlo Squash Classic: 2022
- Championnats d'Europe par équipes : 2019

### Finales
- Championnats d'Europe : 2024
- Championnats de France: 3 finales (2019, 2020, 2021)
- Championnats d'Europe par équipes : 2 finales (2017, 2018)